# Ectima lirina
Ectima lirina är en fjärilsart som beskrevs av Felder 1867. Ectima lirina ingår i släktet Ectima och familjen praktfjärilar. Inga underarter finns listade i Catalogue of Life.